# Коштовність Альфреда

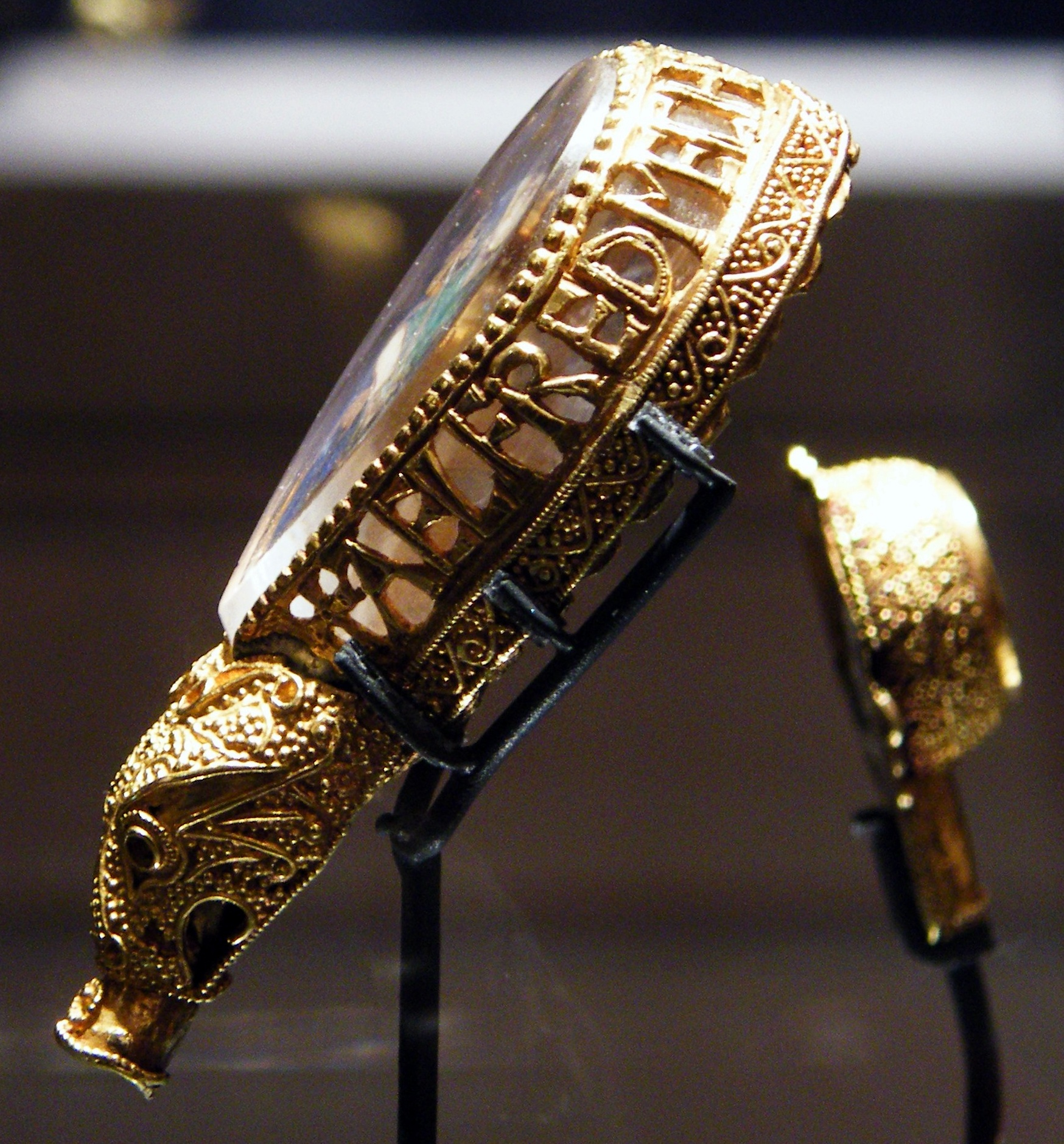
Коштовність Альфреда, вид збоку

Коштовність Альфреда (англ. Alfred Jewel) — один з найвідоміших витворів  англосаксонського ювелірного мистецтва, золотий, прикрашений емаллю виріб не цілком зрозумілого призначення, датований кінцем IX століття. Виріб пов'язують з ім'ям короля  Альфреда Великого, про що свідчить напис на  давньоанглійській мові:  «AELFRED MEC HEHT GEWYRCAN»  (тобто «Альфред наказав мене зробити»).

## Опис
Коштовність складається з краплевидної емалевої вставки з зображенням людини — ймовірно,  Ісуса Христа — і золотої оправи. Найскладна для свого часу емалева пластина покрита прозорим кварцем і поміщена на золоту підкладку. Золота оправа має вигляд  морди фантастичної тварини, що в цілому типово для т. зв. варварського мистецтва; тут простежується вплив  вікінгів. На зворотному боці золотої підкладки вигравірувано рослинний орнамент, що поєднує в собі англосаксонський і  каролінгський стилі. Зображення Христа при цьому типово англосаксонське, характерне для ілюстрованих манускриптів того періоду. Предмети, які тримає в руках Христос, схожі на рослини з довгими стеблами, це може бути алегоричним зображенням зору як одного з органів відчуттів, як це виконано на  брошці Фуллера, що відноситься до того ж періоду.
Напис йде по золотому обідку оправи, декорованої чорнінням. Давньоанглійський текст виконано літерами канонічного  капітального письма, має  лігатури (наприклад, M і E в слові MEC), відсутні інтервали між словами.

## Призначення
Призначення коштовності достеменно невідомо. Виріб має знизу вузький розтруб, в який, по всій видимості, вставлялася вузька рукоятка. За найвірогіднішою версією, виріб являє собою т. зв. «естел» (æstel) — пристосування у вигляді указки, яку використовували в Середньовіччі при читанні книг.
У передмові до перекладу Обов'язків пастиря  Григорія Великого, король Альфред писав:
 Після того як я її прочитав, я переклав її на англійську мову — так, як я її зрозумів і наскільки ясно зумів її переказати. Тепер я бажаю послати копію книги на кожну єпископську кафедру в моєму королівстві, у кожної є «естел» в п'ятдесят манкусів. І я наказую в ім'я Бога, щоб ніхто цю «естел» з книги не виймав і не виносив книгу з собору — невідомо, як довго будуть тут такі вчені єпископи, які тепер, дякувати Богу, є. 
Естел міг виконувати роль одночасно закладки та указки, за допомогою якої стежили за рядками. Пізніше було виявлено ще декілька подібних об'єктів. Побічно підтверджує зв'язок коштовності з книгами і алегоричне зображення органу чуття, що відповідає за читання, — зору.

### Ресурси Інтернету
- Ashmolean, «Object of the Month» page [Архівовано 12 вересня 2017 у Wayback Machine.]